# John Wesley
John Wesley, född 17 juni 1703 i Epworth i Lincolnshire, död 2 mars 1791 i London, var en brittisk präst och teolog. Han är framför allt känd som grundare av metodismen.

## Biografi
Wesley föddes i ett prästhem i 1700-talets England och uppfostrades i den anglikanska kyrkotraditionen. 
Wesley prästvigdes 1728 och verkade som präst och som lärare vid universitetet i Oxford. Här beslöt han 1729, tillsammans med en grupp unga män, att studera trossatserna och försöka följa dem i praktiken. Den lilla gruppen, The Holy Club, samlades regelbundet för att läsa Bibeln och be tillsammans. Man lade sig också vinn om att besöka människor som på olika sätt hade det svårt. Särskilt dödsdömda i fängelser ägnades uppmärksamhet. På grund av sitt systematiskt strukturerade andliga liv fick gruppen öknamnet metodister (methodists).
Wesley predikade, undervisade och levde ut sin tro med stort allvar, men upplevde ändå en otillfredsställelse med sitt kristna liv. 1735 åkte han till Georgia i USA för att verka som missionär bland kolonister och indianer. På resan över mötte han en grupp tyska kristna, herrnhutare, som gjorde ett djupt intryck på honom. Bland dessa tyska kristna tyckte sig Wesley se den levande tro som han själv sökte. När han 1738 återvände till England var det genom kontakten med andra tyska troende som Wesley fortsatte sitt sökande. 
Den 24 maj 1738 fick han en religiös upplevelse i herrnhutarnas lokal på Aldersgate Street i London, vari han upplevde att han fått syndernas förlåtelse. Detta blev inledningen till hans verksamhet som kringresande väckelsepredikant. Den anglikanska kyrkan utestängde honom formellt, men fråntog honom inte hans prästämbete. Wesley predikade i arminianismens anda och omvände därmed många till metodismen. Wesley och hans bror Charles samt ett antal lekmannapredikanter organiserade de omvända i sällskap som så småningom blev metodistkyrkan. År 1748 började han utbilda och utse präster till de grenar av metodistkyrkan som växte upp i Skottland och USA. 
Wesley har myntat begreppet fullkomlig helgelse, synonymt med kristen fullkomlighet.

## Åsikter
Wesley var en stark nykterhetsförkämpe och han motarbetade den sociala utslagning som blev en av följderna av industrialismens frammarsch. Han var även en stark kritiker av smuggling och slavhandel. Hans nära samverkan med fattiga och utslagna förberedde det nära samarbete som skulle komma att råda mellan arbetarrörelsen och metodistkyrkan.